# Aivalykus levis
Aivalykus levis är en stekelart som beskrevs av Belokobylskij, Iqbal och Austin 2004. Aivalykus levis ingår i släktet Aivalykus och familjen bracksteklar. Inga underarter finns listade i Catalogue of Life.